# یکسان‌دستی

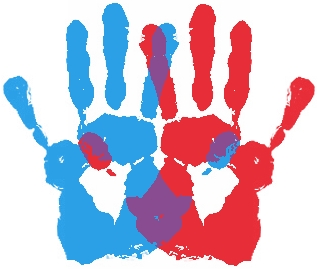
سمبل یکسان دستی

یکسان‌دستی یا دودستی به مفهوم توانایی فرد در به کارگیری هر دو دست است که تنها در مورد استفاده از دست‌ها به کار نمی‌رود بلکه می‌تواند به معنی استفاده یکسان از پاها نیز باشد (یکسان پایی یا دوپایی). معمولاً بیشتر انسان‌ها به صورت طبیعی، تمایل بیشتری به استفاده از یکی از دو دست یا یکی از دو پا برای انجام کارهای گوناگون دارند. بیشتر انسان‌ها راست‌دست هستند. راست دستان ۷۰ تا ۹۰ درصد جمعیت جوامع گوناگون را تشکیل می‌دهند. بقیه این افراد عمدتاً چپ‌دست هستند. تنها درصد بسیار کمی از مردم توانایی استفاده از دو دست را به صورت یکسان دارند.

## کاربردها
در برخی فعالیت‌های ورزشی (مانند شنا) یا موسیقی (مانند نواختن پیانو)، نیاز به استفاده یکسان و فراوان از هر دو دست است.
- فیل میکلسون - گلف باز
- مایک ویر - گلف باز
- شاون مایکز - کشتی‌گیر حرفه‌ای
- تروی اسمیت - فوتبالیست
- لئوناردو دا وینچی - هنرمند
- وینی تستاورده - فوتبالبیست
- رافائل نادال - تنیسور حرفه‌ای
- کارلوس مایا -  تنیسور حرفه‌ای
- رونی اسولیوان - اسنوکر باز حرفه ای
- تیمور لنگ - مؤسس سلسله تیموریان (طبق برخی منابع توانایی این را داشته که با هر دو دست شمشیر بزند)

## بیماری‌ها
یکسان‌دستی هم‌چنين می‌تواند از تظاهرات برخی از بیماری‌ها، مانند بیماری تیک توره باشد